# Леннарт Скоглунд
Ле́ннарт Ско́глунд (швед. Lennart Skoglund, нар. 24 грудня 1929, Стокгольм — пом. 20 липня 1975, Стокгольм) — шведський футболіст, що грав на позиції нападника.

## Клубна кар'єра
У дорослому футболі дебютував 1946 року виступами за команду клубу «Гаммарбю», в якій провів два сезони, взявши участь у 37 матчах чемпіонату.
Протягом 1949 року захищав кольори команди клубу АІК.
Своєю грою за останню команду привернув увагу представників тренерського штабу клубу «Інтернаціонале», до складу якого приєднався 1950 року. Відіграв за «нераззуррі» наступні дев'ять сезонів своєї ігрової кар'єри. Більшість часу, проведеного у складі «Інтернаціонале», був основним гравцем атакувальної ланки команди.
Згодом з 1959 по 1967 рік грав у складі команд клубів «Сампдорія», «Палермо» та «Гаммарбю».
Завершив професійну ігрову кар'єру в нижчоліговому клубі «Керрторпс», за команду якого виступав у 1968 році.
Помер 20 липня 1975 року на 46-му році життя в місті Стокгольмі.

## Виступи за збірну
1950 року дебютував в офіційних матчах у складі національної збірної Швеції. Протягом кар'єри у національній команді, яка тривала 9 років, провів у формі головної команди країни лише 11 матчів, забивши 1 гол.
У складі збірної був учасником чемпіонату світу 1950 року у Бразилії, на якому команда здобула бронзові нагороди, а також чемпіонату світу 1958 року у Швеції, де шведи здобули «срібло».

## Титули та досягнення
- Володар Кубка Швеції (1):

АІК: 1949
- Чемпіон Італії (2):

«Інтернаціонале»: 1952-53, 1953-54
- Віце-чемпіон світу: 1958
- Бронзовий призер чемпіонату світу: 1950